# Музей планов и рельефов (Париж)
Музей планов и рельефов (фр. Musée des Plans-Reliefs) — музей, расположенный в Доме инвалидов, в VII округе Парижа.

## История
Начало французской коллекции рельефных карт было положено в XVI в. Военные инженеры разрабатывали эти карты, чтобы модели дали представления планов укрепления крепостей, территории рядом с крепостью. Это позволило как улучшить оборону, так и тщательнее вести осаду крепостей и городов противника.
Идею составления рельефных карт Людовику XIV подал его военный министр Лувуа, а разработку этих карт взял на себя выдающийся военный инженер Вобан. Людовик засекретил разработанные планы. Макеты крепостей, создаваемых Вобаном, имели статус особых государственных секретов и хранились под особой охраной в Королевском дворце — Лувре. Людовик профинансировал составление более 20 рельефных карт. Также тайно были отправлены составители карт в различные страны, особенно в Голландию. Однако после смерти Людовика XIV рельефные карты были заброшены.
Лишь перед началом Семилетней войны Людовик XV приказал обновить устаревшие карты. Однако не все карты были обновлены. Тогда в 1754 году военный министр герцог де Бройль распорядился восстановить и обновить все рельефные планы. Была проведена реставрация и уточнения более 15 рельефных карт. Также было добавлено ещё около десяти рельефных карт. Во времена Людовика XVI рельефные карты вновь устарели и в 1777 году были перевезены в Дом Инвалидов. Здесь их вновь реставрировали.
С 1668 по 1870 год было построено 260 рельефных карт из 150 укрепленных участков, расположенных на границах королевства и в бывших французских владениях. Эта уникальная коллекция является историческим памятником, однако коллекция долгое время была засекречена.
В 1953 году музей рельефных карт был открыт в Доме Инвалидов. В Доме Инвалидов до наших времен сохранилось около ста рельефных карт и около семидесяти подробных планов различных городов различных эпох. Музей дополнен теоретическими моделями, которые использовались при обучении военных. Самый старый экспонат, датируемый 1686 годом, — это план укреплений Перпиньяна работы Вобана.
Экспонаты французской коллекции рельефных карт разделены по расположению на карте Франции. В разделе крепости и города Ла-Манша представлены многочисленные планы городов. Одной из самых красивых моделей является модель укреплений знаменитого острова-крепости Мон-Сен-Мишель, построенная в 1691 году. Эти крепости были оплотом могущества побережья Франции, и даже английский флот не мог захватить их.
В разделе Северно-Атлантического побережья привлекает внимание модель острова Бель-Иль 1704 года, а также макет Форт-де-Ла-Преа. Одной из самых популярных моделей является модель Замка Иф 1761 года. Также присутствуют модели Тауэра, укреплений Рима.
В разделе планов городов показаны планы Парижа различных эпох, планы Бреста, Нанта, Версаля, Рима. Замечательный план Алессандрии 1813 года — одна из визитных карточек музея. В музее присутствуют карты Парижа XVII—XX вв.
Этот музей является вторым по посещаемости в Доме Инвалидов. В залах освещаются только экспонаты, которые являются настоящими реликвиями фортификации Франции. Ни в одной стране мира не было настолько точных карт и рельефов, как во Франции. Многие рельефные карты продолжают восстанавливать, чтобы пополнить экспонаты этого музея.